# Bucky O'Hare (arkadspel)
Bucky O'Hare är ett arkadspel från Konami, utgivet 1992.

## Handling
Spelet är ett actionspel baserat på TV-serien Bucky O'Hare and the Toad Wars. Bland de fyra spelbara figurerna finns Bucky O'Hare, Jenny, Dead-Eye Duck; och roboten Blinky. Willy från Jorden dyker upp i mellanscenerna. Förutom att slåss med knytnävarna har spelfigurerna även tillgång till skjutvapen med obegränsad ammunition.

### Fotnoter
1. ↑  ”Bucky O'Hare” (på engelska). Arcade Museum. 13 mars 1992. http://www.arcade-museum.com/game_detail.php?game_id=7228. Läst 4 augusti 2016.